# ويليام إتش بيلي
ويليام إتش بيلي (بالإنجليزية: William Beale) هو ضابط أمريكي، ولد في 25 أكتوبر 1920 في سبوكين في الولايات المتحدة، وتوفي في 6 أبريل 1962 في محافظة فيينتيان في لاوس.